# As Melhores de Damares
As Melhores de Damares é a uma coletânea musical da cantora brasileira Damares.
Foi produzida e lançada pela sua antiga gravadora Louvor Eterno.

## Faixas
| N.º | Título                  | Compositor(es)                  | Duração |  |
| 1.  | "Sabor de Mel"          | Agailton Silva                  | 5:24    |  |
| 2.  | "Apocalipse"            | Agailton Silva                  | 6:43    |  |
| 3.  | "A Batalha do Arcanjo"  | Agailton Silva                  | 5:04    |  |
| 4.  | "Diário de um Vencedor" | Edmar Santana                   | 5:22    |  |
| 5.  | "A Vitória É Nossa"     | Damares                         | 3:17    |  |
| 6.  | "Deus Tremendo"         | Rick & Ruan                     | 3:35    |  |
| 7.  | "É a Sua Vez"           | Roberto Reis                    | 4:38    |  |
| 8.  | "Deus Vai Reconstruir"  | Edmar Santana                   | 4:20    |  |
| 9.  | "Escondido Nele"        | Roberto Carlos Leite            | 4:46    |  |
| 10. | "Meu Adorador"          | Rick e Ranan                    | 4:45    |  |
| 11. | "Yeshua"                | Agailton Silva                  | 6:07    |  |
| 12. | "Não Toque no Ungido"   | Rick e Renan                    | 4:04    |  |
| 13. | "Adore a Ele"           | Marcos J. Rodrigues             | 3:44    |  |
| 14. | "Dono da Vida"          | Marcos J. Rodrigues             | 5:22    |  |
| 15. | "Casa de Deus"          | Robertos Reis                   | 6:26    |  |
| 16. | "Glorifica"             | Cláudio e Waldson (Os Galileus) | 5:41    |  |